# Stormvogels Koekelare
Stormvogels Koekelare is een Belgische voetbalclub uit Koekelare. De club is aangesloten bij de KBVB met stamnummer 2531 en heeft blauw en zwart als kleuren. De club speelt in de provinciale reeksen.

## Geschiedenis
In 1937 werd Stormvogels Koekelare opgericht en de club sloot zich aan bij de Belgische Voetbalbond. De club was de eerste jaren actief in speciale lokale afdelingen, zonder competitie en daarna brak de Tweede Wereldoorlog uit. De eerst oorlogsjaren was er geen competitie, daarna werden er noodcompetities en lokale competities gespeeld. Zo speelde de club in 1942/43 in een kampioenschap van het Houtland en het volgend seizoen in een onderlinge competitie met het naburige Eernegem en Gistel.
Na de oorlog trad Koekelare in competitie in de provinciale reeksen, eerst in Derde Provinciale, tot men dankzij een titel in 1952 naar Tweede Provinciale promoveerde. In de loop van de jaren 50 en jaren 60 ging de club nog enkele keren op en neer tussen Tweede en Derde Provinciale. Eind jaren 60 begon een goede periode voor de club. In 1969 promoveerde de club weer naar Tweede Provinciale, waar men in 1974 de titel behaalde. Voor het eerst promoveerde Stormvogels Koekelare zo naar Eerste Provinciale, het hoogste provinciale niveau.
In 1978 zakte men nog eens terug naar Tweede, maar dankzij een nieuwe titel promoveerde SV Koekelare in 1983 weer naar het hoogste provinciale niveau, waar de club nu een goede periode zou kennen. De club eindigde er verschillende seizoenen in de subtop, met een derde plaats in 1986 en 1988 als beste resultaten.
Eind jaren 80 zakte Koekelare terug naar de middenmoot en in 1995 verdween de club na 12 seizoenen weer van het hoogste provinciale niveau. In de jaren 90 verhuisde de club naar nieuwe terreinen aan het gemeentelijk sportcentrum. De club bleef de volgende jaren nog meermaals heen en waar gaan tussen Eerste en Tweede Provinciale.
In 2015 ging KSV Koekelare een fusie aan met gemeentegenoot VK Koekelare, dat op dat moment onderin Derde Provinciale speelde. De fusieclub werd VV Koekelare genoemd en speelde verder met stamnummer 2531 van SV Koekelare.

## Bekende spelers
- Zbigniew Świętek
- Jules Verriest (speler-trainer)

## Trainers
| - Gentiel Bailleul - Frans Cappelier - Maurice Roose - Frans Lanssens - Alberic Adam - Oscar Lingier - Henri Decottignies - Willy Roose - Noël Demey - André Tierentyn - Jean-Pierre Leblanc - Frans Cuyvers - Joseph Declercq - Luc Verhalle | - Roland Nijs - Geert Devriendt - Jules Verriest - Peter De Quant - Eddy Mondy - Johny Thio - Dirk Hinderyckx (1990-1991) - Patrick Vandevoorde - Gaby Demanet - Roland Verbanck - Aurel Vandeweeghe - Rik Theetaert - Daniel Witdouck - Marc Hemeryck | - Luc Noë - Ferdinand Thys - Chris Delheye - Danny Couvreur - Dirk Ilegems (... -2008) - Gino Caen (2008) - Zbigniew Świętek (2008) - Franklin Capitaine (2008-2010) - Francis Stoquart (2010-...) |

## Voorzitters
| - Germain Leirman - Gerard Niville - Gerard Delameilleure - André Seynaeve - André Logghe - Gilbert Debeuckelaere | - Michel Planquette - Marc Lievens - Jozef Vermeersch - Jacques Derycke - Marc Lievens - Charles Hollevoet |